# 조지 십자장

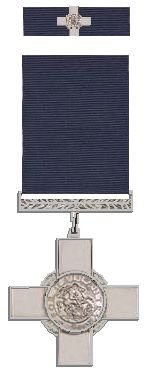
조지 십자장

조지 십자장(영어: George Cross, GC)은 인명 구조 등에 있어서 매우 용감한 행위에 주어지는 영국의 십자 훈장이다. 영국뿐만 아니라 캐나다와 오스트레일리아의 크로스 오브 밸러 (Cross of Valour)와 같은 해당하는 장이 제정되지 않은 영연방 왕국 회원국과 식민지에 있어서 같은 행위도 대상이 된다. 영국과 북아일랜드 연합 왕국의 훈장 중 빅토리아 훈장 (Victoria Cross)에 이은 고위의 장이다.

## 같이 보기
- 몰타의 국기